# 富蘭克林縣 (內布拉斯加州)
富蘭克林縣（英語：Franklin County）是位于美国內布拉斯加州南部的一個縣，南部與堪薩斯州接壤，面積1,492平方公里。根據2020年美國人口普查，共有人口2,889人。縣治富蘭克林（Franklin）。該縣成立於1867年2月16日，縣名紀念美国开国元勋班哲文·富蘭克林。